# Tropidodipsas guerreroensis
Tropidodipsas guerreroensis — вид змій родини полозових (Colubridae). Ендемік Мексики.

## Поширення і екологія
Tropidodipsas guerreroensis мешкають на тихоокеанських схилах на півдні Мексики, в штатах Герреро, Оахака і Чіапас, можливо, також в Гватемалі. Вони живуть у широколистяних і вічнозелених тропічних лісах, трапляються у вторинних заростях, на полях і пасовищах. Зустрічаються на висоті до 250 м над рівнем моря.